# The Magicians (Lev Grossman)
The Magicians (Die Magier) ist der erste Band in einer Fantasy-Romantrilogie des amerikanischen Autors Lev Grossman, der 2009 von Viking Press veröffentlicht wurde. Erzählt wird die Geschichte eines jungen Mannes, Quentin Coldwater, der eine magische Schule in New York besucht. Zu Beginn träumt Quentin von einer Bestie, die in ein Klassenzimmer der magischen Schule eindringt.
Folgeromane sind The Magician King (2011) und The Magician’s Land (2014). Die Trilogie wird als Fernsehserie The Magicians auf Syfy ausgestrahlt.

## Handlung
Quentin Coldwater ist ein High-School-Schüler aus Brooklyn, der zusammen mit seinen besten Freunden, James und Julia, eine höhere Schule besucht. Er liebt die Buchreihe „Fillory and Further“ (Fillory und weiter), in der die Kinder der Familie Chatwin ein Narnia-artiges Land namens Fillory entdecken. Am Tag seines Vorstellungsgespräches an der Universität Princeton gelangt er an die magische Schule Brakebills, die ihn nach einem Eignungstest als Schüler aufnimmt.
Es wird bald klar, dass Magie unglaublich schwierig und langwierig zu lernen ist, da jeder Zauberspruch immer wieder variiert werden muss, je nach Faktoren wie der Mondphase und den Gezeiten. Außerdem beinhaltet der Unterricht das Lernen vieler alter und verlorener Sprachen und scheinbar unendlich vieler Handpositionen, mit der Magie aktiviert werden muss. Trotzdem sind Quentin und Alice Quinn in der Lage, eine Klasse zu überspringen, indem sie ihr erstes Studienjahr komprimieren. Eines Tages während des Unterrichts dringt ein jenseitiger Schrecken, der als „das Biest“ bezeichnet wird, in Brakebills ein und frisst eine Schülerin, bevor der Rest der Studenten in der Lage ist, ihn zu vertreiben.
Im dritten Jahr erhalten die Studenten ein Fach, das von ihrem Können oder ihrer magischen Veranlagung abhängt. Obwohl Quentin kein Fach zugewiesen werden kann, werden er und Alice in die Gruppe für physische Magie (Physical Kids) sortiert. Den Physical Kids gehören auch Eliot, Josh und Janet an, die ein Schuljahr über ihnen sind. Während des Frühjahrssemesters ihres vierten Jahres werden sie alle an die Brakebills South in der Antarktis geschickt, wo Quentin und Alice eine Beziehung beginnen.
Nach dem Studium verbringen Quentin und die anderen Physical Kids ihre Tage und Nächte mit hedonistischen Vergnügungen. Während sie immer noch auf der Suche nach dem Zweck ihres Lebens sind, kommt Quentins ehemaliger Klassenkamerad Penny zu ihnen und erzählt ihnen von Reisen zwischen den Welten. So entdeckt Quentin, dass Fillory real ist.
Die Gruppe findet in Fillory eine Welt magischer Wunder, und sie entdecken schließlich das Biest, das sich als Martin Chatwin, das älteste Kind in „Fillory and Further“, herausstellt. Es hat seine Menschlichkeit geopfert, um für immer in der magischen Welt verbleiben zu können, da die beiden Ziegengötter Menschen nur einen temporären Aufenthalt erlaubten. Nach einem brutalen Kampf opfert sich Alice, um Martin zu töten. Penny verliert seine Hände und wählt, in einer leeren Stadt zwischen den Welten zu bleiben. Ein schwer verletzter Quentin bleibt in der Obhut einer Gruppe von Zentauren, während die anderen fürchten, dass er nie mehr aus dem Koma erwachen wird.
Als er viele Monate später erwacht, wird Quentin deprimiert und desillusioniert, besonders als Jane, die jüngste Chatwin, ihm erklärt, dass er benutzt wurde, um das Biest zu töten. Dafür wurden mehrere Versuche unternommen, in denen eine Zeitumkehr eine wichtige Rolle spielte.
Zurück auf der Erde nimmt Quentin eine hochbezahlte nicht-magische Arbeit an, wobei er seine Zeit mit Videospielen totschlägt. Eines Tages tauchen Eliot und Janet mit Julia auf, die Magie gelernt hat, und kehren als Könige nach Fillory zurück.